# アナリサ・コクレーン
アナリサ・コクレーン (Annalisa Cochrane、1996年6月21日 - ) は、アメリカ合衆国出身の女優。

## 主な出演作品
- 彼がオンラインで買った花嫁 (2015)
- 赤ちゃんのパパ (2015)
- モダン・ファミリー (2016)
- ナイトストーカー (2016)
- Major Crimes 〜重大犯罪課 (2016)
- エアジョーズ：ナイトストーカー (2016)
- エマのチャンス (2016)
- ヘンリー・デンジャー (2017)
- フィラデルフィアは今日も晴れ (2017)
- FAMOUS IN LOVE (2017)
- デイズ・オブ・アワ・ライブス (2017)
- ザ・ヤング・アンド・ザ・レストレス (2017)
- ブラウンガールズ (2017)
- コブラ会 (2018-)[2]
- ヘザーズ (2018)
- NCIS:LA 〜極秘潜入捜査班 (2018)
- カッパクリプト (2018)
- ウィアード・シティ (2019)
- イントゥ・ザ・ダーク (2019)
- 出現 (2019)
- 告白 (2020)
- 私たちの一人は嘘をついています (2021-2022)[3]